# Santeramo Sport
La Santeramo Sport è stata una società pallavolistica femminile italiana con sede a Santeramo in Colle.

## Palmarès
- Coppa Italia di Serie A2: 1

2003-04